# Buckcherry (альбом)
Buckcherry — дебютный студийный альбом рок-группы Buckcherry, вышедший в 1999 году на лейбле Dreamworks Records. «Lit Up», «For the Movies», «Dead Again», и «Check Your Head» были выпущены как синглы. К 2006 году было продано больше, чем 750,000 копий альбома, и он был сертифицирован золотым.

## Список композиций
Все песни написаны Buckcherry
1. "Lit Up" – 3:35
2. "Crushed" – 3:40
3. "Dead Again" – 3:24
4. "Check Your Head" – 4:32
5. "Dirty Mind" – 5:00
6. "For the Movies" – 4:34
7. "Lawless and Lulu" – 4:09
8. "Related" – 3:28
9. "Borderline" – 4:26
10. "Get Back" – 3:08
11. "Baby" – 4:27
12. "Drink the Water" – 4:18

## Список композиций 2-го диска
Специальный диск 11/21/2006 
1. "Lit Up" (видео)
2. "For the Movies" (видео)
3. "Check Your Head" (видео)
4. "Dead Again" (видео)
5. "Crushed" (Live) (видео)
6. "Check Your Head" (Live) (видео)
7. "For the Movies" (Alternate version) (видео)
8. "Late Nights in Voodoo"
9. "Fastback 69"
10. "Lit Up" (Live)

## Чарты и сертификации
Billboard (Северная Америка)
| Год  | Чарт                  | Позиция |
| ---- | --------------------- | ------- |
| 1999 | The Billboard 200     | 74      |
| 1999 | Billboard Heatseekers | 1       |

| Страна | Сертификация | Продажи |
| ------ | ------------ | ------- |
| Канада | Золотой      | 50,000  |
| США    | Золотой      | 500,000 |